# A Fistful of Meg
A Fistful of Meg («Пригоршня для Мег») — четвёртая серия двенадцатого сезона мультсериала «Гриффины». Премьерный показ состоялся 10 ноября 2013 года на канале FOX.

## Сюжет
У Мег очередной день в школе. Поначалу все идет, как обычно, но тут подруги Мег рассказывают, что в школу пришёл новенький по кличке «Психованный Майк». Его прозвище, как оказывается, весьма обоснованно: он сразу же становится в школе авторитетом, держа в страхе всех учеников. За обедом Мег случайно сталкивается с Майком и проливает на него свой горячий обед. Извинения абсолютно бесполезны: Майк назначает Мег «дату её смерти». Мег в отчаянии, она даже нанимает банду парней и платит им тысячу долларов за то, чтобы они разобрались в Майком. Но Майк быстро расправляется с парнями, оставляя послание для Мег и намекая ей, что она будет следующей. И тогда к Мег на помощь приходит Гленн, который находится в туалете для девочек. Гленн рассказывает о том, что его раньше в школе тоже преследовали, и что главным оружием для Мег будет являться её собственная уродливость.
Тем временем, обстановка в доме Гриффинов тоже накаляется: Питер преследует Брайана голым после того, как сам Брайан рассказал о том, что ему совсем не комфортно видеть Питера без одежды. Постоянные шутки Питера очень раздражают Брайана, совсем скоро к таким «выходкам» подключается и Лоис, высмеивая Брайана.
Для Мег настает время решающей битвы: поначалу, Мег серьёзно достается от Майка, но, вспомнив слова Гленна о своей уродливости и подняв свою футболку, одолевает соперника. Школьники ликуют, Гленн хвалит Мег за то, что она усвоила урок.
Брайан просит помощи у Стьюи, говоря ему о том, что это все зашло слишком далеко. Стьюи говорит, что Брайану тоже надо сбрить свою шерсть и попугать Питера. Брайан так и делает: Питер в слезах и в ужасе от увиденного голого Брайана клянется в том, что больше не будет так делать. Добившись своего, Брайан доволен, а вот Стьюи не может смотреть на него, поэтому отдает ему свой комплект одежды.

## Рейтинги
- Рейтинг эпизода составил 2.0 среди возрастной группы 18-49 лет.
- Серию посмотрело порядка 4.18 миллиона человек.
- Серия стала второй по просматриваемости в ту ночь «Animation Domination» на FOX, проиграв по количеству просмотров «Симпсонам» с их 4.20 миллионами зрителей[1].

## Критика
Специалисты из A.V. Club дали эпизоду низкую оценку D, поясняя свой выбор: «В значительной степени единственным, что спасло „Пригоршню для Мег“, стал подсюжет Брайана с Питером, где Брайан никак не может убежать от голого Питера (…) это было весьма смешным моментом в эпизоде. Финальная месть Брайана, где он сбривает свою шерсть, является и смешной, и немного тошнотворной. Шутки в этом эпизоде не настолько плохи, но постоянное несчастное положение Мег делает просмотр других частей в эпизоде гораздо сложнее…»